# Guanajuato (grad)
Guanajuato (šp. transliteracija tarascanskog naziva Quanax huato, što znači „Brdovito mjesto žaba”) je glavni i najveći grad istoimene općine i meksičke države Guanajuato. Nalazi se u uskoj dolini središnjeg Meksika čiji oblik je odredio vijugavi izgled njegovih uskih ulica, koje često završavaju velikim stubama prema brdu i uglavnom su neprohodne za automobile.
Grad Zacatecas su osnovali Španjolci 1548. godine kao rudarsko naselje, iako je i prije toga u njegovoj okolici kopano srebro i druge dragocjene rude. Zbog bogatstva rudnika, grad je uskoro postao jedan od vodećih gradova Nove Španjolske i veliki snabdjevač srebrom Španjolske krune. Njegov rudnik La Valenciana je na vrhuncu proizvodnje u 18. stoljeću bio izvor jedne trećine svjetskog srebra.
Grad je, zajedno s pripadajućim rudnicima, upisan na UNESCO-ov popis mjesta svjetske baštine u Sjevernoj Americi 1988. godine kao „predivni španjolski kolonijalni grad čije su barokne i neoklasicističke građevine utjecale na razvoj arhitekture u cijeloj Srednjoj i Južnoj Americi, a čiji rudnici imaju okna duboka i do 600 m”.
U gradu se svake godine održava veliki »Internacionalni festival Cervantino«, posvećen Cervantesu, a na kojemu sudjeluju izvođači iz cijelog svijeta.

## Povijest
Guanajuato su 1548. osnovali Španjolci koji su u ovo područje došli 1528. godine, nakon otkrića vrlo bogate žile srebra u njegovim brdima. gorju. Tada je izgrađen ustav utvrda (presidios) na brdima Marfil, Tepetapa, Santa Ana i Cerro del Cuarto koji su postali jezgra budućega grada. Zbog svojih uskih i vijugavih ulica koje su povezivale ova brda, grad se uvelike razlikuje od drugih španjolskih kolonijalnih gradova koji su izgrađeni u pravilnoj mreži ulica. Zapravo, Guanajuato je rastao spontanom urbanizacijom, prateći nepravilni prirodni oblik terena, te su tako nastale brojne tzv. „podzemne” ulice, nepravilni trgovi, na kojima su podizane sjajno obojene građevine, hospiciji, crkve, konvikti i palače.
Vrhunac proizvodnje srebra u Guanajuatu je bio u 18. stoljeću, kada je ugasla do tada najveća žila Potosí u Zacatecasu. Grad je bio mjestom i prve bitke meksičkog rata za neovisnost (1810. – 21.) kod javne žitnice Alhóndiga de Granaditas u središtu grada. Prema predaji, siromašni rudar Juan José de los Reyes Martínez, poznatiji kao El Pípila, je privezao golemi kamen na svoja leđa i otpuzao s bakljom, pod vatrom rojalističkih vojnika iz žitnice, do vrata kako bi ih zapalio i time omogućio pobunjeničkoj vojsci Miguela Hidalga da ju osvoji. Njemu u čast Guanajuato je podigao najveći spomenik na brdu s kojega se pruža pogled na čitav grad.
Grad je nastavio rasti i postao je glavnim gradom istoimene države 1824. godine, ali su se u njemu cijelo 19. stoljeće na vlasti ratovima izmijenjivali liberali koji su zastupali federalističko uređenje i konzervativci koji su zastupali centralizaciju. Konzervativcima su pomogli Francuzi koje je general Florencio Antillón protjerao iz grada 26. siječnja 1868. godine. Porfirio Díaz je zastupao obnovu rudarstva u Guanajuatu, što je dovelo do daljnjeg razvoja grada i opsežnih građevinskih pothvata. Sve do izgradnje brane 1960-ih, poplave su bile redovit problem grada i 1780-ih grad je gotovo bio potpuno opustošen.

## Znamenitosti
Guanajuato je izvanredan primjer graditeljske cjeline koju je oblikovala rudarska djelatnost. Kao što su vodovodni radovi u 18. stoljeću neodvojivo povezani s urbanom topografijom koja je određena obrisom riječnog puta i rudnih izvora, tako je i sjaj njegovih baroknih zgrada je izravno povezan s bogatstvom rudnika. Crkva La Compaia (1745. – 1765.), a iznad svega Crkva San Diego ili La Valenciana (1765. – 1788.) su remek-djela meksičkog Churrigueresque stila.
Guanajuato je također na južnom dijelu puta Camino Real de Tierra Adentro (šp. za „Kraljevski put unutarnje zemlje”), poznat i kao Put srebra (Camino de La Plata), koji je upisan na UNESCO-ov popis mjesta svjetske baštine u Sjevernoj Americi 2010. godine. On se 300 godina upotrebljavao kao put kojim se prenosilo srebro iz Zacatecasa, Guanajuata i San Luis Potosíja, te živa uvezena iz Europe, pri čemu su stvorene društvene, kulturne i vjerske veze između Španjolaca i američkih indijanaca.
U području povijesti tehnologije, Guanajuato se može ponositi jedinstvenim umjetničkim ostvarenjima, kao što su Boca del Infierno (Vrata pakla), rudarsko okno koje ponire zapanjujućih 600 m u dubinu zemlje.
Još jedna znamenitost grada je „Muzej mumija” u kojemu se nalaze prirodno mumificirani posmrtni ostaci u općinskom groblju od sredine 19. i početka 20. stoljeća.
- Crkva Cayetano de Valenciana
- Crkva sv. Dominika (Templo de San Diego)
- Kazalište Juarez
- El Pípila spomenik
- „Podzemna ulica” Guanajuata
- Hidalgo natkrivena tržnica
- Zajednička žitnica Alhondiga de Granaditas
- Okno Boca del Infierno rudnika La Valenciana
- Oratorij sv. Filipa (Oratorio San Felipe)
- Muzej mumija

## Gradovi prijatelji
Guanajuato je zbratimljen s 32 grada:
| - Acapulco de Juárez, Meksiko - Alcalá de Henares, Španjolska - Alcázar de San Juan, Španjolska - Apaseo el Alto, Meksiko - Arequipa, Peru - Ashland, SAD - Avignon, Francuska - Ávila, Španjolska - Chilpancingo de los Bravo, Meksiko - Ciudad de México, Meksiko - Cuenca, Ekvador | - Dolores Hidalgo, Meksiko - Jacona de Plancarte, Meksiko - Laredo, Teksas, SAD - Mérida, Meksiko - Morelia, Meksiko - Morgantown, Zapadna Virginia, SAD - Oaxaca, Meksiko - Puebla, Meksiko - San Miguel de Allende, Meksiko - Spoleto, Italija - Salinas, Kalifornija, SAD | - San Fernando, Španjolska - Santa Fe, Španjolska - Segovia, Španjolska - Sevilla, Španjolska - South Bend, SAD - Stara Havana, Kuba - Tepatitlán, Meksiko - Toledo, Španjolska - Valparaiso, Čile - Zacatecas, Meksiko |

te ima dva ugovora o prijateljstvu:
- Quebec City, Kanada
- Umeå, Švedska

## Vanjske poveznice
- Galerija fotografija (engl.)